# Christine Goitschel
Christine Goitschel (Sallanches, 9 de juny de 1944) és una esquiadora alpina francesa, ja retirada, que destacà en els Jocs Olímpics d'Hivern de 1964.

## Biografia
Va néixer el 9 de juny de 1944 a la població de Sallanches, situada al departament de l'Alta Savoia. És germana de la també esquiadora Marielle Goitschel i tieta de l'esquiador de velocitat Philippe Goitschel. Es casà el 1966 amb Jean Béranger.

## Carrera esportiva
En els Jocs Olímpics d'Hivern de 1964 realitzats a Innsbruck (Àustria) aconseguí un èxit sense precedents, la victòria en la prova d'eslàlom i el segon lloc en la prova d'eslàlom gegant, just per darrere de la seva germana Marielle. Les medalles aconseguides en aquests Jocs són vàlides per al Campionat del Món d'esquí alpí. Així mateix, al llarg de la seva carrera fou dues vegades campiona de França d'eslàlom (1962 i 1964) i una d'eslàlom gegant (1963).
Considerada, juntament amb la seva germana, com la millora esquiadora del moment, l'any 1966 es trencà el turmell, cosa que li impedí participar en els Jocs Olímpics d'Hivern de 1968 realitzats a Grenoble (França). Després de la seva retirada de l'esport en actiu obrí, juntament amb el seu marit, l'estació d'esquí situada a Val Thorens.